# Викторов, Григорий Владимирович
Григо́рий Влади́мирович Ви́кторов (1858 — 19 августа 1917, Одесса, Украина) — русский офицер и общественный деятель, член IV Государственной думы от Херсонской губернии.

## Биография
Происходил из потомственных дворян Херсонской губернии. Землевладелец Елисаветградского и Александрийского уездов (1086 десятин), домовладелец (два дома в Одессе).
Окончил Николаевское кавалерийское училище, откуда был выпущен офицером в лейб-гвардии Драгунский полк.
Выйдя в запас, занялся сельским хозяйством и общественной деятельностью. Состоял участковым мировым судьей. Избирался гласным Елисаветградского и Александрийского уездных и Херсонского губернского земских собраний, почетным мировым судьей, председателем Елисаветградской уездной земской управы (на два трехлетия) и депутатом от дворянства Александрийского уезда (на три трехлетия). Семь лет служил земским начальником. Состоял почетным попечителем и председателем правления Елисаветградского земского реального училища, а также председателем попечительского совета женской гимназии. Дослужился до чина статского советника.
Был выборщиком во все созывы Государственной думы по Елисаветградскому уезду от съезда землевладельцев.
23 сентября 1913 года на дополнительных выборах от общего состава выборщиков Херсонского губернского избирательного собрания был избран на место И. А. Ковалёва. Примыкал к фракции Союза 17 октября. Состоял членом комиссий: по исполнению государственной росписи доходов и расходов, по рыболовству, по запросам, о народном здравии, продовольственной и по направлению законодательных предположений. Входил в Прогрессивный блок.
С началом Первой мировой войны деятельно участвовал в работе Российского общества Красного Креста, состоял главноуполномоченным на Западном фронте по устройству беженцев, неоднократно выезжал на фронт. В конце сентября 1915 года оставил работу в Красном Кресте в связи с переутомлением. В феврале 1916 был в санатории для нервных больных в Одессе, лечился от последствий кровоизлияния в мозг, приведшего к левостороннему параличу. После Февральской революции продолжал лечение в клинике Красного Креста в Одессе, а затем Главное управление РОКК предоставило Викторову бесплатное лечение в Пятигорске.
Был женат, имел дочь. Умер в Одессе, похоронен на 2-м Одесском Христианском кладбище.
1. 1 2  ГАОО. - Ф. 37. - Оп. 13. - Д. 1155. - Л. 336 об.-337